# Accademia Nazionale di Santa Cecilia
Accademia Nazionale di Santa Cecilia (česky Národní akademie svaté Cecilie) je jednou z nejstarších hudebních institucí světa. Byla založena v roce 1585 papežskou bulou Ratione congruit papeže Sixta V. Od roku 2005 sídlí v Římě v nové budově Parco della Musica navržené architektem Renzem Pianem.

## Historie

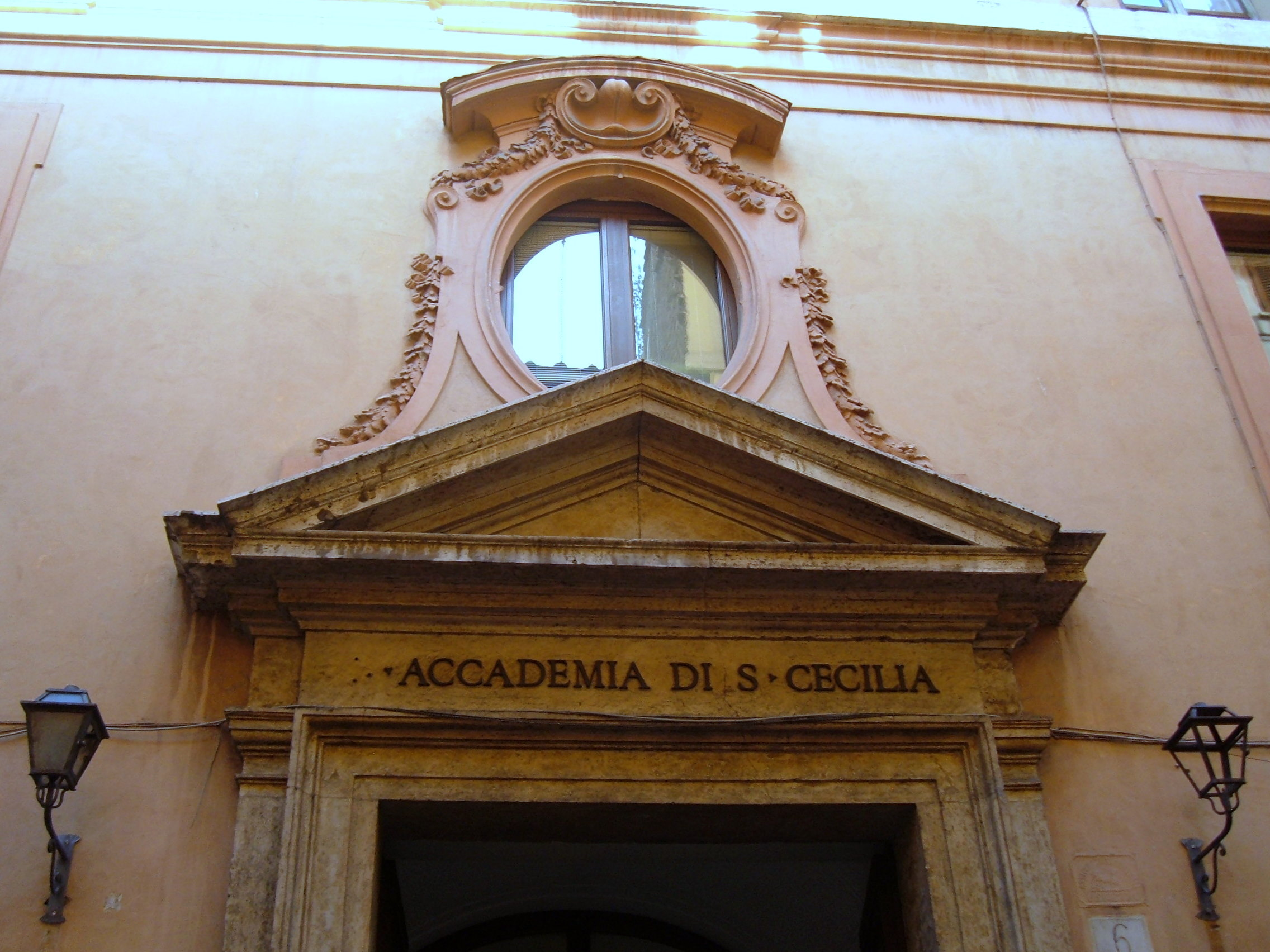
Vstup do budovy Accademia di Santa Cecilia v ulici Vittoria, čtvrť Campo Marzio v Římě.

Akademie zahájila svou činnost pod názvem Kongregace svaté Cecilie. Jejím prvním sídlem byl v letech 1585–1622 kostel Santa Maria ad Martires známější jako Pantheon. Dalšími sídelními místy byly kostely San Paolino alla Colonna (1622–52), Santa Cecilia in Trastevere (1652–61), San Nicola dei Cesarini (1661–1663), Chiesa della Maddalena (1663–85) a konečně San Carlo ai Catinari od roku 1685. V průběhu prvního století existence byla Kongregace dílnou velkého počtu předních hudebníků a skladatelů té doby. Členem byl např. i Giovanni Pierluigi da Palestrina. Kongregace v tomto období často soutěžila s další významnou hudební organizací papežského Říma, sborem Sixtinské kaple. Rivalita se soustředila na práva na kontrolu přístupu k hudební profesi, na výuku hudebníků i na zveřejňování hudby. Soupeření trvalo přes celou existenci papežských států, tedy až do roku 1870, kdy byla moc církve ukončena vojenskou akcí nového národního státu Itálie.
Počátek 18. století byl pro Kongregaci obzvláště slavnou dobou. Mezi osobami spojenými s touto organizací byli např. Arcangelo Corelli, Alessandro Scarlatti, Domenico Scarlatti a Niccolò Jommelli. V roce 1716 papež Klement XI. rozhodl, že všichni hudebníci, kteří vykonávají svou profesi v Římě, musí být členy Kongregace. Organizace pozastavila svou činnost během revolučního období napoleonských válek. Její činnost byla obnovena až v roce 1822, sedm let po Restauraci, která byla výsledkem Vídeňského kongresu.
V letech 1822–1870 prošla tato instituce velkými změnami. Rozšířila své působení na umělecké profese, které stály dosud mimo Kongregaci. Členy se mohli stát i tanečníci, básníci, hudební historici, stavitelé hudebních nástrojů a vydavatelé hudby. V roce 1838 byla Kongregace sv. Cecilie oficiálně přejmenována na Akademii a později na Papežskou akademii. Seznam aktivních a čestných členů Akademie v tomto období je rozsáhlý a zahrnuje např. takové skladatele jako byli Luigi Cherubini, Saverio Mercadante, Gaetano Donizetti, Gioacchino Rossini, Niccolò Paganini, Daniel Auber, Ferenc Liszt, Felix Mendelssohn-Bartholdy, Hector Berlioz, Charles Gounod a Giacomo Meyerbeer. Mezi čestnými členy byla i královna Viktorie. Po sjednocení Itálie Akademie svou činnost dále rozšířila. V roce 1895 tak vznikl stálý symfonický orchestr a sbor. Byla založena vlastní konservatoř Liceo musicale. Později se připojilo i dramatické studio "Eleonora Duse" a dokonce i centrum pro experimentální film.
V poslední době se ujala také úkolu digitalizace a katalogizace hudebních dokumentů nashromážděných po celá staletí, včetně jejich uchování a zveřejnění. Rovněž provozuje Muzeum hudebních nástrojů (MUSA).

## Stálí dirigenti orchestru
- Bernardino Molinari (1912–1944)
- Franco Ferrara (1944–1945)
- Fernando Previtali (1953–1973)
- Igor Markevitch (1973–1975)
- Thomas Schippers (1976, solo nominato)
- Giuseppe Sinopoli (1983–1987)
- Daniele Gatti (1992–1997)
- Mjong-whun Čong (1997–2005)
- Antonio Pappano, od roku 2005

## Čestní absolventi
Martha Argerichová, Vladimir Ashkenazy, Norbert Balatsch, Daniel Barenboim, Alfred Brendel, Mjong-whun Čong, Luis de Pablo, Plácido Domingo, Peter Eötvös, Valerij Gergijev, Philip Glass, Sofia A. Gubajdulina, Bernard Haitink, Jonas Kaufmann, György Kurtág, Friedrich Lippmann, Alexander Lonquich, Yo-Yo Ma, Zubin Mehta, Anne-Sophie Mutter, Kent Nagano, Seidži Ozawa, Arvo Pärt, Krzysztof Penderecki, Jicchak Perlman, Simon Rattle, Gianfranco Ravasi, Grigorij Sokolov, Jurij Těmirkanov, Dmitrij Šostakovič